# 10e cérémonie des Razzie Awards

La 10e cérémonie des Golden Raspberry Awards a eu lieu le 25 mars 1990 à l'hôtel Hollywood Roosevelt pour désigner le pire de ce que l'industrie cinématographique a pu offrir en 1989.
À l'occasion de cette cérémonie, des prix spéciaux furent décernés pour désigner les pires interprétations des années 1980. Contrairement aux autres années, aucune récompense ne fut décerné à la Pire révélation.
La liste des nommés est ci-dessous, avec en gras celui qui a reçu le titre.

## Pire film
Star Trek 5 : L'Ultime Frontière (Star Trek V: The Final Frontier) (Paramount), produit par Harve Bennett
- Karaté Kid 3 (The Karate Kid, Part III) (Columbia), produit par Jerry Weintraub
- Haute Sécurité (Lock Up) (TriStar), produit par Lawrence Gordon
- Road House (United Artists), produit par Joel Silver
- Cannonball III (Speed Zone!) (Orion), produit par Murray Shostack

## Pire acteur
William Shatner dans Star Trek 5 : L'Ultime Frontière (Star Trek V: The Final Frontier)
- Tony Danza dans Touche pas à ma fille (She's Out Of Control)
- Ralph Macchio dans Karaté Kid 3 (The Karate Kid, Part III)
- Sylvester Stallone dans Haute Sécurité (Lock Up) et Tango et Cash
- Patrick Swayze dans Next of Kin et Road House

## Pire actrice
Heather Locklear dans Le Retour de la créature du lagon (The Return of Swamp Thing)
- Jane Fonda dans Old Gringo
- Brigitte Nielsen dans Bye Bye Baby
- Paulina Porizkova dans Son alibi (Her Alibi)
- Ally Sheedy dans Les années copain (Heart of Dixie)

## Pire second rôle masculin
Christopher Atkins dans Listen to Me
- Ben Gazzara dans Road House
- DeForest Kelley dans Star Trek 5 : L'Ultime Frontière (Star Trek V: The Final Frontier)
- Noriyuki "Pat" Morita dans Karaté Kid 3 (The Karate Kid, Part III)
- Donald Sutherland dans Haute Sécurité (Lock Up)

## Pire second rôle féminin
Brooke Shields (dans son propre rôle) dans Cannonball III (Speed Zone!)
- Angelyne dans Objectif Terrienne (Earth Girls Are Easy)
- Anne Bancroft dans Bert Rigby, You're a Fool
- Madonna dans Il était une fois Broadway (Bloodhounds of Broadway)
- Kurt Russell (en travesti) dans Tango et Cash

## Pire réalisateur
William Shatner pour Star Trek 5 : L'Ultime Frontière (Star Trek V: The Final Frontier)
- John G. Avildsen pour Karaté Kid 3 (The Karate Kid, Part III)
- Jim Drake pour Cannonball III (Speed Zone!)
- Rowdy Herrington pour Road House
- Eddie Murphy pour Harlem Nights

## Pire scénario
Harlem Nights, écrit par Eddie Murphy
- Karaté Kid 3 (The Karate Kid, Part III), écrit par Robert Mark Kamen, d'après les personnages créés par Robert Mark Kamen
- Road House, scénario de David Lee Henry et Hillary Henkin, d'après une histoire de David Lee Henry
- Star Trek 5 : L'Ultime Frontière (Star Trek V: The Final Frontier), scénario de David Loughery, d'après une histoire de William Shatner, Harve Bennett et David Loughery, d'après la série télévisée créée par Gene Roddenberry
- Tango et Cash, écrit par Randy Feldman

## Pire chanson "originale"
"Bring Your Daughter to the Slaughter" de L'Enfant du cauchemar (A Nightmare on Elm Street 5: The Dream Child), écrit par Bruce Dickinson
- "Let's Go!" de L'Enfant du cauchemar (A Nightmare on Elm Street 5: The Dream Child), écrit par Mohanndas Dewese (aussi connu sous le nom Kool Moe Dee)
- "Pet Sematary" de Simetierre (Pet Sematary), écrit par Dee Dee Ramone et Daniel Rey

## Pire film de la décennie 1990
Maman très chère (1981, Paramount)
- Bolero (1984, Cannon Films)
- Howard... une nouvelle race de héros (Howard the Duck) (1986, Universal)
- Lady Revanche (1983, Universal)
- Star Trek 5 : L'Ultime Frontière (Star Trek V: The Final Frontier) (1989, Paramount)

## Pire acteur de la décennie
Sylvester Stallone, pour Cobra, Haute Sécurité (Lock Up), Over the Top : Le Bras de fer (Over the Top), Rambo 2 : La Mission (Rambo: First Blood Part II), Rambo 3, Rocky 4, Le Vainqueur (Rhinestone) et Tango et Cash
- Christopher Atkins pour Le Lagon Bleu (The Blue Lagoon), A Night in Heaven, Listen to Me et The Pirate Movie
- Ryan O'Neal pour La Fièvre du jeu (Fever Pitch), Partners, So Fine et Tough Guys Don't Dance
- Prince pour Under the Cherry Moon
- John Travolta pour The Experts, Perfect, Staying Alive et Two of a Kind

## Pire actrice de la décennie
Bo Derek pour Bolero et Tarzan, the Ape Man
- Faye Dunaway pour De plein fouet (The First Deadly Sin), Maman très chère, Supergirl et La Dépravée
- Madonna pour Shanghai Surprise et Who's That Girl
- Brooke Shields pour The Blue Lagoon, Un amour infini, Sahara et Cannonball III (Speed Zone!)
- Pia Zadora pour Lady Revanche et Butterfly

## Pire révélation de la décennie
Pia Zadora pour Lady Revanche et Butterfly
- Christopher Atkins pour Le Lagon bleu (The Blue Lagoon), A Night in Heaven, Listen to Me et The Pirate Movie
- Madonna pour Shanghai Surprise et Who's That Girl
- Prince pour Under the Cherry Moon
- Diana Scarwid pour Maman très chère, Psychose 3 et Les envahisseurs sont parmi nous (Strange Invaders)